# Throbbing Gristle
Throbbing Gristle [ˈθɹɒbɪŋ ˈɡɹɪsəl], ou TG, est un groupe britannique de musique expérimentale et bruitiste, originaire de Londres, en Angleterre. Il est formé en 1975, et révélé le 18 octobre 1976 lors de son concert ouvrant la dernière exposition de la troupe d'art performance COUM Transmissions. Le groupe est reconnu pour être un pionnier de la musique industrielle et pour l'avoir conceptualisée comme genre hybride entre la musique électronique, l'avant-garde et le rock tourné vers l'expérimentation sonore, notamment par le biais de son label discographique Industrial Records.
Il se compose de Genesis P-Orridge (basse, violon, chant), Cosey Fanni Tutti (guitares, cornet à pistons), Chris Carter (synthétiseur) et Peter Christopherson (connu sous le surnom de « Sleazy », responsable des effets visuels et sonores, manipulation de bandes magnétiques etc.). Carter et Christopherson ont eu une grande importance sur l'élaboration du son distinctif de TG, par leur travail de recherche de nouvelles techniques sonores à une époque où les instruments de musique électronique (samplers, synthétiseurs, etc.) étaient encore relativement rudimentaires et hors de prix.
La formation est née de la volonté de certains membres de COUM Transmissions d'élargir leur auditoire et leur champ d'influence en s'éloignant du terrain très pointu de l'art contemporain pour se consacrer à la musique, une activité qu'ils jugeaient mieux accessible au plus grand nombre,.
L'histoire du groupe se divise en deux grandes périodes, la formation ayant connu un long hiatus entre 1981 et 2004.

## Étymologie
Littéralement Throbbing Gristle, de throb : « battre » (cœur), « pulser » (sang), « palpiter » et gristle : « cartilage » voudrait dire « cartilage palpitant » ce qui n'a pas grand sens. C'est en fait un terme argotique de la région de Kingston upon Hull signifiant « pénis turgescent ».

## Histoire

### Première période (1975–1981)

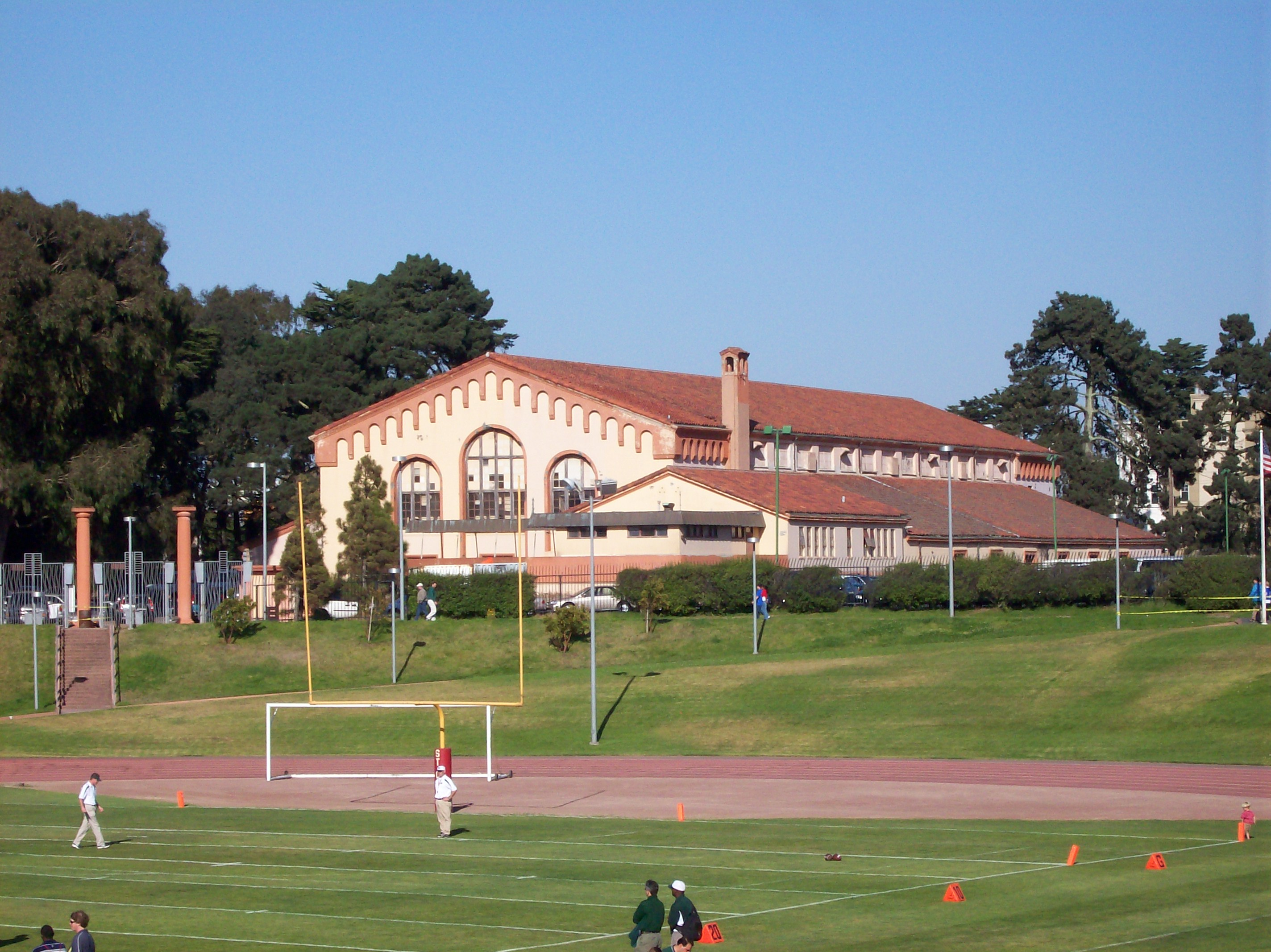
Le Kezar Pavilion, où se déroule le dernier concert donné par TG en 1981.

En bonne continuation de COUM Transmissions, les prestations live de Throbbing Gristle utilisent fréquemment une imagerie troublante, telles que des vidéos pornographiques mêlées à des clichés des camps de concentration nazis, ce qui contribue à lui conférer une réputation sordide. Le groupe justifie l'emploi de cette iconographie non par une adhésion aux idéologies totalitaires, que ses membres rejettent fermement, mais par la mission qu'il s'est donné d'explorer les facettes les plus sombres et irraisonnées de l'âme humaine. Sur le plan sonore, il explique de la même manière sa volonté de produire une musique qui ne soit pas a priori particulièrement attractive. Ainsi le groupe n'hésite pas à utiliser des sons dérangeants comme des infrasons dans le but de mettre le public mal à l'aise et de susciter des réactions, parfois violentes, de celui-ci.
TG fait office de pionnier dans l'utilisation de certaines techniques sonores contemporaines courantes comme le sample, confectionné sur bande magnétique de façon artisanale ou à l'aide de échantillonneurs primitifs fabriqués par Chris Carter. Avec l'aide de ce dernier, le groupe dispose de toute une panoplie de machines électroniques et d'effets sonores qui lui confèrent une sonorité distinctive. Le groupe fait un usage récurrent de fonds sonores extrêmement distordus, en général accompagnés du chant, ou plus exactement du mélange de cris et de spoken word particulier à Genesis P-Orridge.
En 1977 le groupe sort son premier album, intitulé The Second Annual Report. Le premier pressage, par Industrial Records, est limité à 786 exemplaires, mais en raison de la forte demande du public l'album est réédité par Fetish Records en réutilisant les matrices d'origine, puis dans une seconde version rejouée à l'envers. La même année, le groupe récolte un succès underground avec le single United qui se démarque de ses autres productions par la présence d’un rythme plus classique.
En 1978 sort le second album D.o.A: The Third and Final Report. Il inclut le tube United, mais dans une version accélérée méconnaissable ne durant que 17 secondes, une manière pour le groupe d'affirmer sa posture anti-commerciale. Throbbing Gristle continue de choquer, notamment avec les chansons Hamburger Lady qui s’inspire d’une grande brûlée et Death Threats qui compile des menaces de mort laissées sur le répondeur téléphonique du groupe.
L’album 20 Jazz Funk Greats, sorti en 1979, se révèle nettement plus abordable que les précédents, comprenant des titres touchant aux genres disco ou exotica. Quarante ans après sa sortie, cet album au titre trompeur sera déclaré « meilleur album de musique industrielle » par certains critiques, voire même « le meilleur album des années 1970 ». Selon Drew Daniel, cet album d'une grande diversité de styles est délibérément frustrant, conçu par le groupe pour irriter leurs fans "assoiffés de sang".
Jusqu'à sa séparation en 1981, le groupe publie, en plus des albums mentionnés plus haut, de nombreux singles et effectue des concerts, bien qu'en en limitant volontairement le nombre. En février 1980, TG donne un concert dans son studio devant un public limité, qui est publié sur vinyle sous le titre Heathen Earth. La même année, le groupe crée une bande-son improvisée pour le film de Derek Jarman In the Shadow of the Sun.
En mars 1981, le groupe enregistre à Rome une composition nommée Journey Through a Body, commandée par la radio italienne RAI.
Le 29 mai 1981, Throbbing Gristle joue son dernier concert (de sa première période d'actitivé), au Kezar Pavilion dans le Golden Gate Park de San Francisco. L'enregistrement sera publié sous le titre Mission of Dead Souls par Fetish Records. Parmi les raisons qui mènent à l'implosion du groupe on peut signaler les tensions entre P-Orridge et les autres membres du groupe, ces derniers lui reprochant en particulier de se poser en leader, s'appropriant et occultant leur travail ; la séparation de Genesis et Tutti et la nouvelle relation entre celle-ci et Chris Carter contribuent également à dégrader le climat au sein de la formation. Le 23 juin 1981, le groupe annonce officiellement la fin de ses opérations en produisant une carte postale comportant la formule « Throbbing Gristle: The Mission is Terminated ».
Après la séparation du groupe, ses différents membres s'en vont créer leurs propres formations. P-Orridge et Christopherson fondent Psychic TV, accompagnés d'Alex Fergusson, ancien guitariste d'Alternative TV, tandis que Tutti et Carter poursuivent leur travail en commun sous divers noms (Chris and Cosey, Creative Technology Institute...). Plus tard, Christopherson quitte Psychic TV et forme le groupe Coil avec John Balance, lui aussi un ancien membre de Psychic TV. P-Orridge, sous le nouveau nom de Genesis Breyer P-Orridge, monte également plusieurs projets assisté de sa seconde épouse Jacqueline « Jaye » Breyer : PTV3 et Thee Majesty.

### Deuxième période (2004–2010)

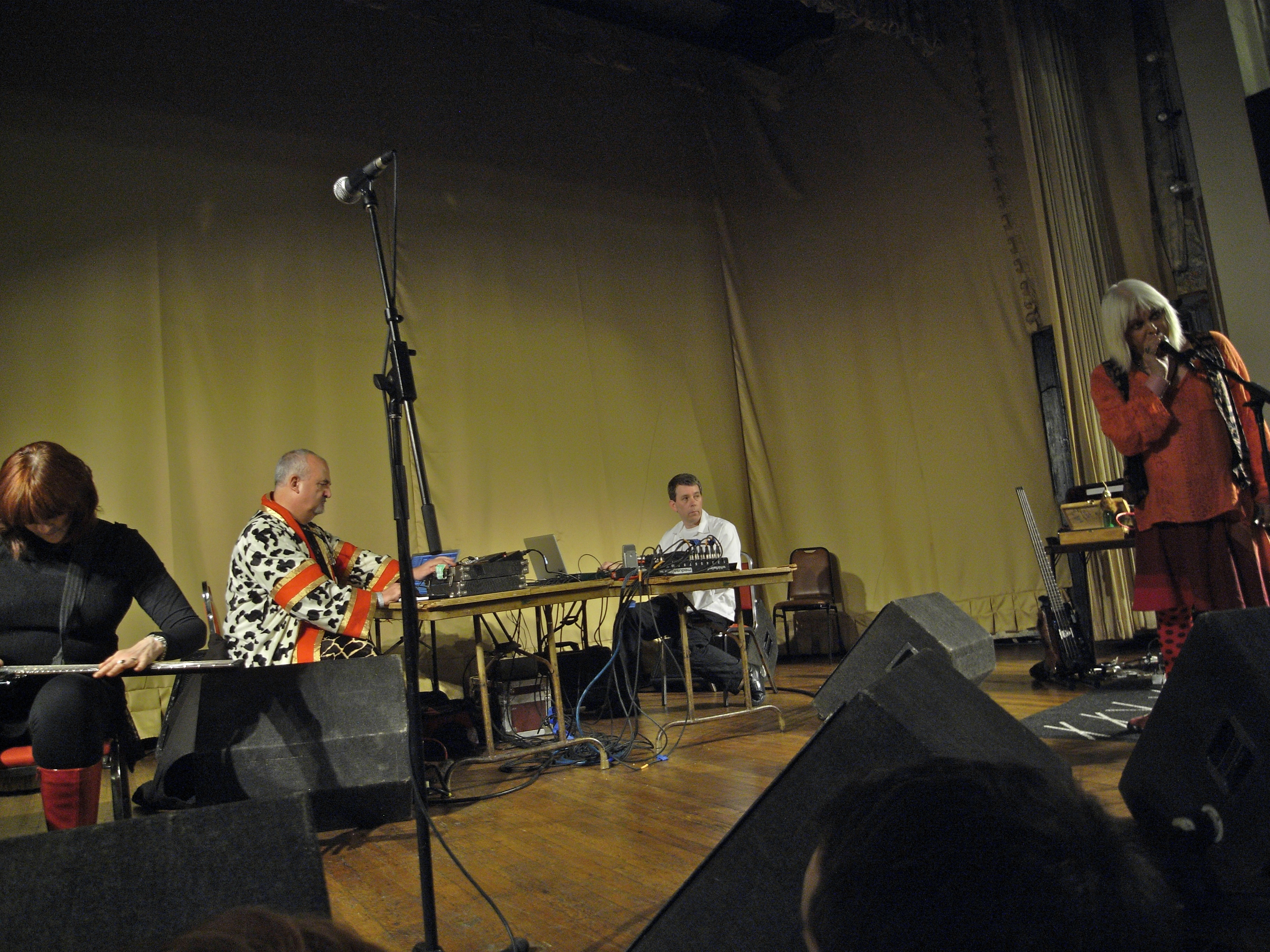
TG à New York en 2009 avec de gauche à droite : Cosey Fanni Tutti, Sleazy, Chris Carter et Genesis P-Orridge.

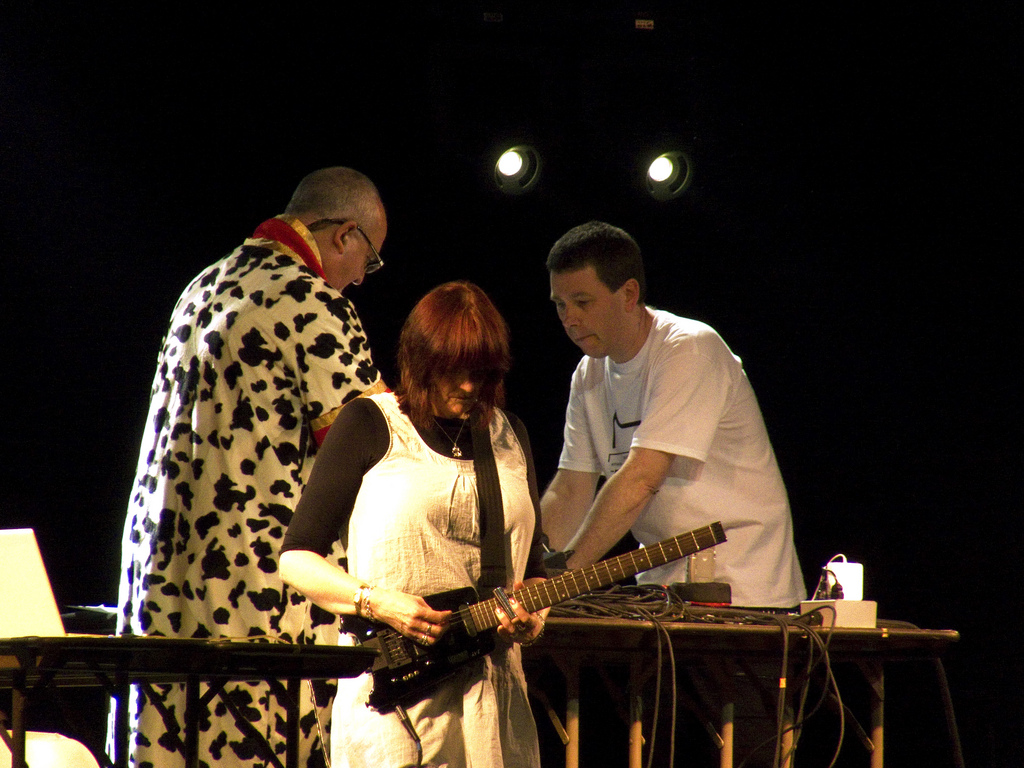
En concert au festival Coachella en 2009.

La sortie du livre Wreckers of Civilisation de Simon Ford sur l'histoire de TG et de COUM Transmissions, en 1999, stimule un intérêt renouvelé pour l'œuvre du groupe. Le projet d'une réédition du coffret TG24 se met en place avec Mute Records, et se réalise avec la sortie en décembre 2002. À cette occasion, une exposition est montrée à la Cabinet Gallery, présentant des artefacts liés à la première édition de TG24, et un salon d'écoute qui diffuse les 24 heures de concerts,.
En 2004, à la suite de l'invitation du label Mute à une célébration du 30e anniversaire de la fondation du groupe, les quatre musiciens se réunissent pour l'enregistrement et la sortie de l'album en édition limitée TG Now, le premier depuis 25 ans. La même année sort une nouvelle compilation, The Taste of TG, et un album de remixes, Mutant Throbbing Gristle.
Le groupe donne son premier concert de réunion (Re~TG) le 16 mai 2004 au London Astoria, et se produit le 3 décembre durant le festival All Tomorrow's Parties, à Camber Sands, dans une ancienne station balnéaire. Cette performance est publiée comme album live intitulé A Souvenir of Camber Sands. Le concert et l'album sont dédiés à John Balance, du groupe Coil, mort le 13 novembre 2004.
Le 31 décembre 2005 et le 1er janvier 2006, TG donne des concerts à la Volksbühne de Berlin,. Le concert du 31 décembre présente un mélange d'anciens et nouveaux morceaux, alors que celui du 1er janvier est une recréation de la bande-son pour le film In the Shadow of the Sun. En parallèle, une exposition consacrée à TG et Industrial Records est montrée à l'espace d'art KW (en). Montée en collaboration avec Tutti, l'exposition se concentre sur « le développement et les stratégies de TG et IR »,. L'album Part Two - The Endless Not, annoncé pour 2006, sort finalement en 2007.
Un coffret de 7 DVD intitulé TGV et édité en 2007 présente des vidéos de concerts tirées des deux périodes du groupe, avec un packaging spécial incluant un livret de 64 pages tous deux réalisés par Christopherson. Throbbing Gristle travaille ensuite à l'enregistrement d'un nouvel album basé sur une réinterprétation de l'album de Nico Desertshore. Les sessions d'enregistrement, qui se déroulent pendant trois jours au Institute of Contemporary Arts de Londres en juin 2007, sont parues dans un coffret de 12 CD-R en 2008. L'album instrumental et plus expérimental The Third Mind Movement publié lors de la tournée américaine en 2009, est également dérivé de ces sessions.
Le groupe donne plusieurs concerts en 2008, notamment au Primavera Sound Festival à Barcelone le 31 mai, et au festival Villette Sonique à Paris le 6 juin. Lors de ce concert, TG interprète l'intégralité de l'album Second Annual Report. Cet enregistrement est publié sous le titre 32nd Annual Report. En 2009, le groupe fait une tournée aux États-Unis, dont une date au festival Coachella, puis donne des concerts à Glasgow, Copenhague et Londres. La même année, le groupe produit un objet musical insolite: un petit diffuseur de boucles sonores avec haut-parleur intégré, nommé Gristleism.
Le 23 octobre 2010, TG se retrouve pour un ultime concert avant sa séparation, au Village Underground, à Londres. La mort de Peter Christopherson, qui survient le 24 novembre 2010, et le départ de Genesis P-Orridge la même année confirment la fin des activités créatives de Throbbing Gristle. Les dernières collaborations entre Christopherson, Carter et Tutti, qui ont lieu en 2009 et 2010 (sans la contribution de P-Orridge), sont publiées sous le nom de X-TG sur l'album Desertshore/The Final Report, sorti en 2012.

## Concerts
Throbbing Gristle est un groupe remarquable pour ses prestations scéniques. Les versions live d'un morceau diffèrent souvent considérablement de sa version studio, en raison de la grande importance accordée à l'improvisation dans le jeu des musiciens. Certains morceaux, comme le désormais célèbre Discipline, n'ont d'ailleurs jamais été enregistrés en studio. En complément des albums déjà mentionnés, le groupe a publié un grand nombre d'enregistrements réalisés en public. 
Tutti indique que, TG ayant constaté durant leurs répétitions qu'une heure était la durée idéale, chaque concert était minuté pour durer une heure. Une setlist était utilisée pour définir la structure d'un concert (p.ex. une "section cornet", une "section freeform"), tout en permettant une liberté d'improvisation.

## Style musical et influences
Le groupe se réclamait du free jazz à ses débuts. Cela peut être vu comme l'affirmation d'une volonté de s'affranchir de toutes les barrières et de toute règle de composition, ce en quoi avait consisté la véritable révolution musicale de la new thing (un autre nom pour le free jazz à ses débuts). Throbbing Gristle explore les sonorités, les textures sonores dans un contexte punk et musique électronique. Selon P-Orridge, cité par Simon Reynolds, le groupe se distancie du punk, qui reste une forme musicale basée sur des accords et structures familières. TG se revendique comme résolument « anti-musical ». P-Orridge aurait choisi de jouer la basse car c'est un instrument qu'il ne maîtrisait pas, tout comme Tutti n'a jamais joué de la guitare de façon conventionnelle, l'utilisant comme une source de bruits abstraits.
Les influences revendiquées par les différents membres de TG sont nombreuses et extrêmement variées. Parmi celles-ci on peut citer les groupes Fifty Foot Hose, le Velvet Underground, Can et ABBA, des compositeurs de contemporains, John Cage, du Once Group, de Karlheinz Stockhausen, les musiques lounge et exotica de Martin Denny et de Les Baxter, la poésie sonore (particulièrement celles de Ernst Jandl et Brion Gysin), les écrits de William S. Burroughs et Aleister Crowley, l'art action du mouvement Fluxus et de l'Actionnisme viennois, l'occultisme du peintre Austin Osman Spare et les collages de Max Ernst. Throbbing Gristle firent notamment reparaître les expérimentations de Burroughs sur leur label Industrial Records. Dans une interview de P-Orridge dans Melody Maker, celui-ci déclare que ses principales inspirations sont les livres de Burroughs et de Philip K. Dick.

## Discographie

### Albums (sélection)
- 1977 : The Second Annual Report (Industrial Records)
- 1978 : D.O.A. The Third and Final Report (Industrial Records)
- 1979 : 20 Jazz Funk Greats (Industrial Records)
- 1980 : Heathen Earth (Industrial Records)
- 1980 : Greatest Hits (Rough Us)
- 1981 : Mission of Dead Souls (Fetish Records)
- 1982 : Journey Through a Body (Walter Ulbricht)
- 1984 : In the Shadow of the Sun (Illuminated Records)
- 2004 : TG Now (Industrial Records / Mute Records)
- 2007 : Part Two – The Endless Not (Industrial Records / Mute Records)
- 2007 : Desertshore Installation (12 CD)
- 2008 : 32 Annual Report (Industrial Records)
- 2009 : The Third Mind Movements (Industrial Records)
- 2012 : Desertshore / The Final Report (Industrial Records) (sous X-TG)